# D-Link PGS
D-Link PGS – drużyna sportu elektronicznego.
Drużyna kilkakrotnie zmieniała nazwy, barwy i symbole w zależności od sponsora tytularnego. Od czasów sformalizowania działalności w formie spółki firma posiada jednak jedno logo. Nieodłączna nazwa PGS wywodziła się początkowo z nazw inwestujących firm. Obecnie jest to nazwa własna. Po połączeniu się z Wilda D-Link, nazwa klanu brzmi D-Link PGS. Rozwiązanie drużyny nastąpiło w 2010 r.

## Jako Pentagram ConneXion (CNN)
Barwami zespołu były czarny oraz żółty, a później, po modyfikacji, czarny i biały. Pierwszy projekt koszulki został wykonany na World Cyber Games Poland 2004. Fundamentem był motyw pentagramu, który był wizytówką sponsorującej firmy. Zespół grał w nich do 2005 roku.

## Jako Team Pentagram (TP)
Pod nazwą Team Pentagram barwą zespołu była biel. Wszystkie stroje były białe z czarnymi napisami. Zawodnicy nosili koszulki polo, na których widniał pentagram. Po raz pierwszy na plecach znajdowały się pseudonimy graczy, a pod nimi lista sponsorów.

## Jako Pentagram G-Shock (PGS)
W tym okresie PGS współpracował z firmą Cropp, która zaprojektowała stroje dla całej organizacji, w tym etapie projektów było dużo i różniły się od siebie stopniem skomplikowania. Istniała możliwość zakupu koszulki w sklepie na stronie internetowej. Pierwszą wersją był biały T-shirt z czarnymi rękawami i czarnym paskiem na kołnierzyku.

## Jako PGSPokerStrategy.cc & PGSPokerStrategy.com (PGS.PS)
Po raz pierwszy jako symbol nie pojawił się pentagram, a wariacji strojów zostało wyprodukowanych dużo. Były to m.in. czarne, czerwone i żółte polo.

## Wyniki[2][3][4][5]

### Międzynarodowe
| Międzynarodowe | Gold | Silver | Bronze                                    | Inne |
| Counter-Strike | - Electronic Sports World Cup 2008 (MYM) - Electronic Sports World Cup 2007 - ESL Extreme Masters 2007 - World Cyber Games 2006 - WSVG 2006 - Samsung European Championship 2005 - Invex Euro Cyber Cup 2005 - ClanBase Eurocup X 2005 - Lehnitz-Lan Berlin 2004 - Invex Euro Cyber Cup 2004 - Clanbase CS Challenge 2004 | - Samsung Euro Championship 2008 - Samsung Euro Championship 2007 - SHG Open 2007 - Samsung European Championship 2006 - Kode5 Germany | - CPL Winter 2006                         | - WCG 2007 8th-16th - GameGune 2007 5th-8th - World Esport Games 2 5th – 8th - Optihack 2005 7th-8th - Rendezvous XII 2004 7th-8thM |
| Warcraft III   | - ClanBase Warcraft III Clan OpenCup Spring 2005 | | - ClanBase Warcraft III OpenCup Fall 2004 | - Wc3L Series Season 11 2007 11th - NGL One 2007 11th                                                                               |

### Krajowe
| Krajowe        | Gold | Silver                                         | Bronze | Inne                               |
| Counter-Strike | - World Cyber Games Polska 2007 - ESWC Poland 2007 - Poznan Game Arena 2006 - Heyah Logitech Cybersport 2006 - World Cyber Games Polska 2006 - Gry-Online Cup Lato 2006 - ESWC Polska 2006 - GOL Lato 2006 - World Cyber Games Poland 2005 - Acon5 Poland - Heyah Cybersport League 2005 - Poznan Game Arena II 2005 - Lan4Fun XI 2005 - World Cyber Games Poland 2004 - Poznan Game Arena I 2004 - Warsaw Games Show 2004 |                                                |        |                                    |
| Warcraft III   | - LCW Sezon 4 2005 |                                                |        |                                    |
| FIFA           | - Mistrzostwo Polski 2006 - JP.Cup - IPS | - ESL Clanwar SL - Wicemistrzostwo Polski 2007 |        | - Polska Liga Fify Puchar Zimy 4th |

### Indywidualne
| „Indywidualne” | „Gracz”  | Gold                                                                                 | Silver                                                                                     | Bronze                                                           | Inne                                                                         |
| Warcraft III   | Paladyn  | - Electronic Sports World Cup 2007 - World Cyber Games 2005 - Replays.pl Tour 1 2004 | - Clan Base Euro Cup 2007 - World Cyber Games 2004                                         | - World Cyber Games 2007                                         | - GameGune 2007 5th-8th                                                      |
| Warcraft III   | sLh      | - World Cyber Games 2007 - Magic Force 2005                                          |                                                                                            |                                                                  | - World Cyber Games 2007 5th-8th                                             |
| Warcraft III   | Thurisaz |                                                                                      |                                                                                            | - EPS Germany season X 2007                                      | - GameGune 2007 5th-8th                                                      |
| Warcraft III   | TeRRoR   | - ACON5 Poland Qualifier                                                             |                                                                                            |                                                                  |                                                                              |
| Warcraft III   | KrarwieC | - ACON4 Poland                                                                       |                                                                                            |                                                                  |                                                                              |
| Warcraft III   | MeS      | - World Cyber Games PL 2008                                                          |                                                                                            | - World Cyber Games PL 2005                                      |                                                                              |
| Warcraft III   | Zniczu   | - Replays.pl Tour 2                                                                  |                                                                                            | - ACON4 Polska                                                   |                                                                              |
| Warcraft III   | Arch     |                                                                                      |                                                                                            | - World Cyber Games PL 2004                                      | - World Cyber Games PL 2005                                                  |
| FIFA           | KarteK   | - ESWC Poland 2007 - World Cyber Games Polska 2006 - ESL FIFA WC 2006 Openingcup     | - PLF Mistrzostwa Polski 1on1 2006                                                         | - Fifa Opencup Premier League 2006 - Liga Mistrzów Fify 2006 PLF |                                                                              |
| FIFA           | Pio      | - Ekstraklasa 2007 - PLF Mistrzostwa Polski 1on1 2008 - WCG AMD All Stars            | - GtB.LanParty 2007 - Mistrzostwa Polski 2006 - World Cyber Games Polska 2006              | - Lan4fun 2007 - Mania Grania Kraków - World Cyber Games 2009    | - EuroCup XIV                                                                |
| FIFA           | m1       | - Mistrzostwa Polski 1on1 2007                                                       | - PGA 2007 @ CCL - ESWC 2008 - EXTRAKLASA 2008                                             | - World Cyber Games PL 2007 - EXTRAKLASA 2007                    |                                                                              |
| FIFA           | Courage  |                                                                                      | - Fifa Opencup SL 2006 - Mania Grania Warszawa 2006 - Heyah Cybersport.pl FIFA 08 Open Cup | - ESWC Poland 2007 - Heyah Cybersport.pl amator 2005             | - GtB.LanParty 2007 4th - Lan4fun 2007 4th - Mistrzostwa Polski 2006 5th-8th |
| FIFA           | Wojtas   |                                                                                      | - World Cyber Games PL 2007                                                                | - Mistrzostwa Polski 2007 - Poznan Game Arena 2006               |                                                                              |
| FIFA           | homer    | - World Cyber Games PL 2007                                                          |                                                                                            |                                                                  | - Mistrzostwa Polski 2007                                                    |
| Quake 3        | zik      |                                                                                      | - Poznan Game Arena 2006                                                                   |                                                                  | - CPL Nordic 2006 4th                                                        |
| Need for Speed | Chris    | - World Cyber Games PL 2007 - CyberCup 2007                                          |                                                                                            |                                                                  | - World Cyber Games 2007 4th                                                 |

## Sekcje

### Call of Duty 4: Modern Warfare
| Nr.       | Obywatelstwo | Imię i nazwisko    | Nick      | Rok urodzenia | Rok przyjścia | Poprzedni klub    |
| Zawodnicy | Zawodnicy    | Zawodnicy          | Zawodnicy | Zawodnicy     | Zawodnicy     | Zawodnicy         |
| --------- | ------------ | ------------------ | --------- | ------------- | ------------- | ----------------- |
| 1         | Polska       | Krzysztof Kłaptocz | Lokacz    | 1988          | 2008          | Fear Factory X-Fi |
| 2         | Polska       | Mariusz Klimowicz  | Marikkkk  | 1991          | 2008          | FLS Gaming        |
| 3         | Polska       | Grzegorz Kandziora | monthy    | 1985          | 2008          | FLS Gaming        |
| 4         | Polska       | Marcin Marczuk     | M4rko     | 1990          | 2008          | tempus moriendi   |
| 5         | Polska       | Jacek Kępa         | r4z0rju   | 1990          | 2008          | FLS Gaming        |

### FIFA 08
| Nr.       | Obywatelstwo | Imię i nazwisko    | Nick      | Rok urodzenia | Rok przyjścia | Poprzedni klub |
| Zawodnicy | Zawodnicy    | Zawodnicy          | Zawodnicy | Zawodnicy     | Zawodnicy     | Zawodnicy      |
| --------- | ------------ | ------------------ | --------- | ------------- | ------------- | -------------- |
| 1         | Polska       | Marcin Kolasiński  | ColA      | 1984          | 2006          | rT69           |
| 2         | Polska       | Cezary Gontarek    | KarteK    | 1986          | 2006          | rT69           |
| 3         | Polska       | Piotr Zajkowski    | Pio       | 1988          | 2006          | FearFactory    |
| 4         | Polska       | Tomasz Karczewski  | Courage   | 1985          | 2006          | rT69           |
| 5         | Polska       | Bartosz Piętka     | homero    | 1988          | 2006          | easyteam       |
| 7         | Polska       | Karol Wojtkowiak   | Wojtas    | 1987          | 2007          | easyteam       |
| 8         | Polska       | Adrian Relidzyński | radrian   | 1987          | 2007          | easyteam       |
| 9         | Polska       | Michał Rynio       | m1        | 1991          | 2007          | easyteam       |

### Quake III i Need for Speed: ProStreet
| Nr.            | Obywatelstwo | Imię i nazwisko | Nick      | Rok urodzenia | Rok przyjścia | Poprzedni klub |
| Quake III      | Quake III    | Quake III       | Quake III | Quake III     | Quake III     | Quake III      |
| -------------- | ------------ | --------------- | --------- | ------------- | ------------- | -------------- |
| 1              | Polska       | Maciej Jakuć    | zik       | 1986          | 2005          | xxx            |
| Need for Speed |              |                 |           |               |               |                |
| 1              | Polska       | Krzysztof Sojka | chris     | 1985          | 2007          | TFC            |

### Zlikwidowane sekcje
Counter-Strike

## Byli członkowie zarządu
- Head of Project:  Philipp „ryan” Kasprowicz
- Head of Project:  Janusz „hayabusa” Kubski
- Project Manager:  Marcin „Darky” Sieczkowski
- Content Manager::  Marcin „rr” Kowalski
- Communication Manager::  Jakub „JoeBlack” Paluch
- Content Manager::  Maciej „Guandi” Śliwiński
- Head of Project:  Tomasz „Ethan” Lukas
- Manager::  Maciej „Maniac” Nowak
- IT Manager:  Maciej „Luki” Lukas
- IT Support:  Kamil „StrozeR” Stróż

## Sponsorzy
- D-Link
- Pentagram
- Razer
- Multimo
- Clanserver4u
- Gamesnet

## Partnerzy
- Gry OnLine